# Selaginella laxifolia
Selaginella laxifolia är en mosslummerväxtart som beskrevs av Bak. och Krug apud Urban. Selaginella laxifolia ingår i släktet mosslumrar, och familjen mosslummerväxter. Inga underarter finns listade i Catalogue of Life.